# Dwór Hoschów w Grybowie
Dwór Hoschów – pałac dawnych właścicieli dóbr grybowskich (1828–1918), wznoszący się w pd.-wsch. części Rynku w Grybowie. Powstał zapewne w drugiej połowie lat 30. XIX w. Obecnie Zakład Opiekuńczo-Leczniczy im. ks. Biskupa Karola Pękali, prowadzony przez „Caritas”.

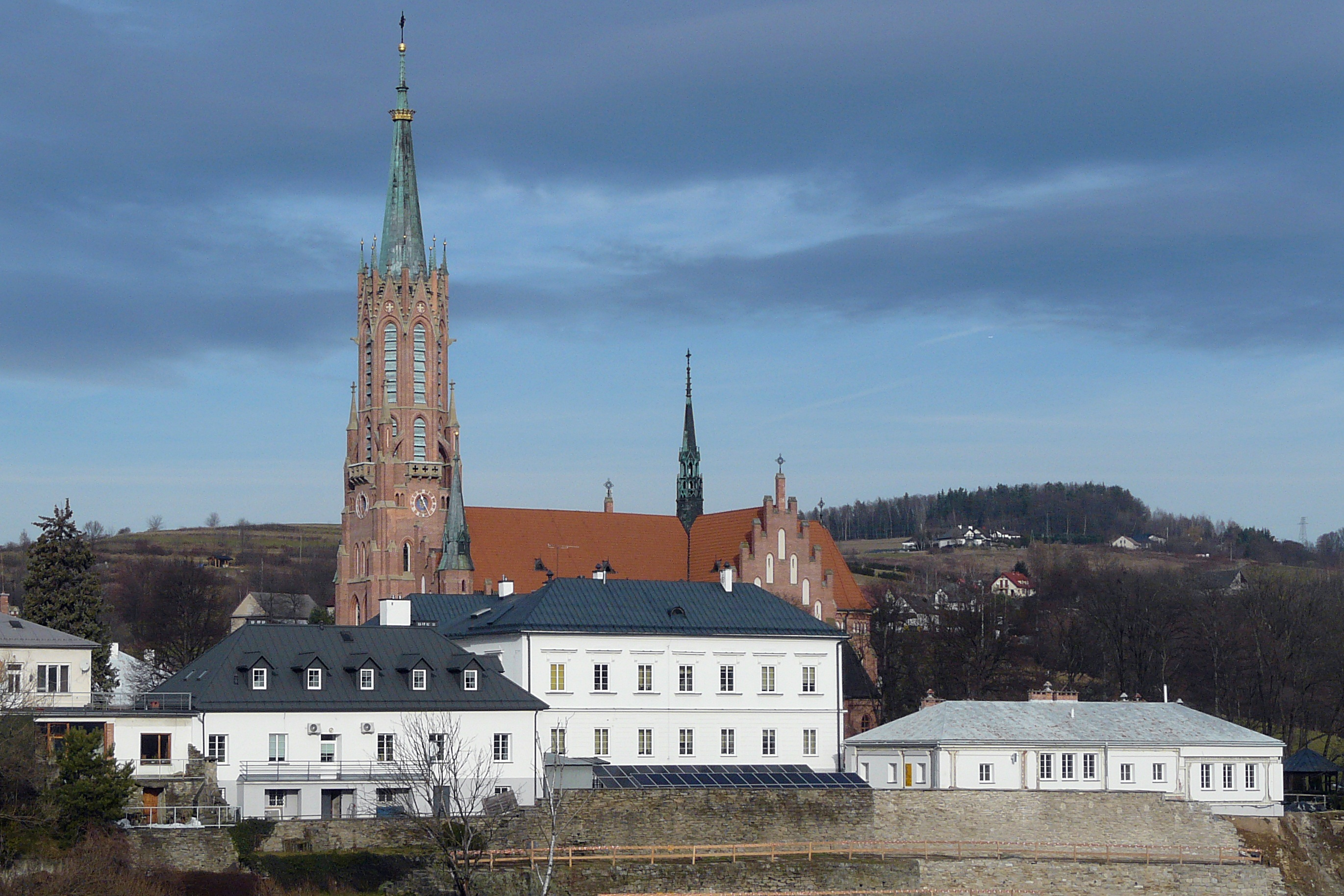
Dwór Hoschów

Murowany, piętrowy, wzniesiony na planie w kształcie litery H (nawiązanie do inicjału inicjatora jego budowy i pierwszego właściciela – Józefa Hoscha?). Wschodnią i zachodnią elewację korpusu zdobią tarasy widokowe rozpięte między bocznymi skrzydłami, z których każdy wsparty jest na czterech parach kolumn. Elewacje pokryte tynkami. Na skromny wystrój składają się proste gzymsy, wykonane w tynku poziome pasy zdobiące partie ścian skrzydeł, parapety i półkoliste nadokienniki otworów okiennych. Korpus i skrzydła nakrywają niskie dachy czterospadowe. Piwnice nakryte sklepieniami kolebkowymi, pomieszczenia górnych kondygnacji przykryte sufitami. Wnętrza w układzie dwutraktowym, przebudowane dla potrzeb zakładu opieki społecznej, prowadzonego przez „Caritas”.
Po wschodniej stronie pałacu niewielki ogród, charakteryzujący się symetrycznym rozplanowaniem kwater, opadający kilkoma tarasami do koryta rzeki Białej. Po stronie zachodniej podjazd z gazonem pośrodku. Od południowego zachodu murowana, parterowa oficyna, w której dawniej mogła się mieścić kuchnia. Całość otoczona wysokim murem z bramą wjazdową od zachodu.